# Winterswijk (plaats)

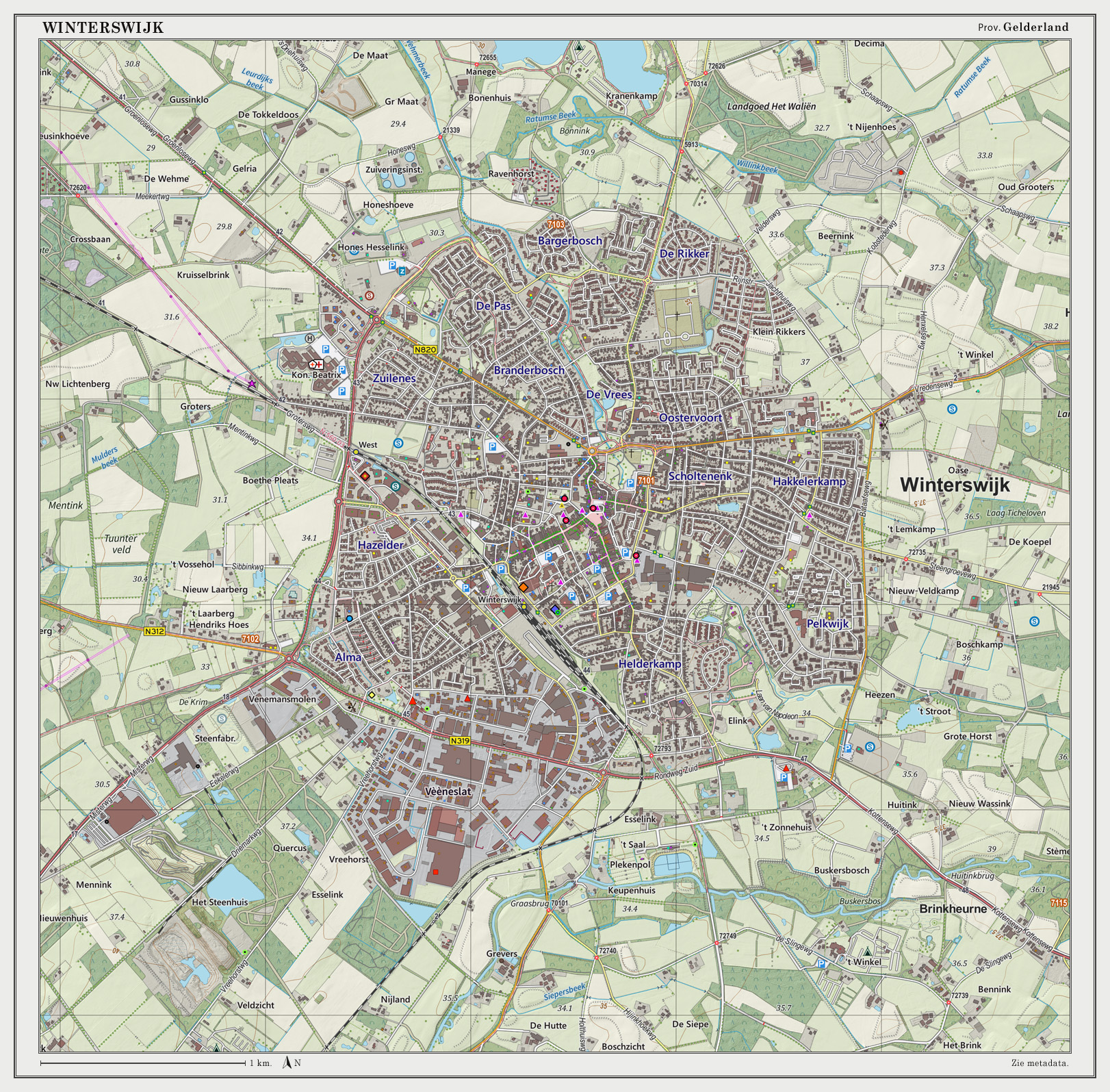
Topografische kaart van Winterswijk (woonplaats), sept. 2014

Winterswijk (uitspraakⓘ) (Nedersaksisch: Wenters of Wenterswiek) is een dorp in het oostelijkste deel van de Achterhoek in de Nederlandse provincie Gelderland, en de hoofdplaats van de gemeente Winterswijk. Op 1 januari 2023 telde de kern van Winterswijk 23.840 inwoners.

## Naam
Op de kaart "XVII.Provinciae" van Matthaei Seutteri, helaas zonder jaartal, wordt Winterswijk geschreven als 'Winterswick'. Op een andere kaart, 'Comitatus Zutphania' genaamd, staat de naam 'Wynterswyck aan de Slinck Au' in kleine lettertjes geschreven. Op deze kaart komen ook de namen Trauehorst, Wallien en Graes voor. In historische documenten wordt Winterswijk aangeduid met onder andere de volgende namen: Winethereswick, Winriswic, Winterswich, Wennerswiche, Winrichwich, Wynreswick, Wentersick, Wenterswick en Wenterwic.
De naam zou van een in ongebruik geraakte persoonsnaam zijn afgeleid. De letterlijke vertaling van de naam zou dan zijn; 'dochternederzeting van een zekere Winedar, Winethar, Winedahari'. Deze verklaring wordt doorgaans het meest gangbaar gezien.
Een andere verklaring zou kunnen zijn dat Winterswijk van het Latijn afstamt. In de tijd van de Romeinen werd het gebied tussen de Roer en Lippe 'Tencteren' genoemd. Zij zouden al relatief snel contact moeten hebben gehad met de Romeinse beschaving. In het Romeinse alfabet ontbrak de letter 'W', waarvoor de letter 'V' in de plaats komt. Op die manier kan men 'Winetherswick' aflezen als 'Vineteresvic'; samengesteld uit Vinetum, Vinetor en Vicus, respectievelijk 'wijngaard, wijnbouwer en dorp. Volgens de schrijver van de theorie blijkt de grond niet ongustig te zijn voor wijnbouw, maar er is geen bewijs gevonden dat er rondom Winterswijk wijnbouw plaatsvond in de Romeinse tijd. 
Vier jaar later komt dezelfde persoon terug op de bovenstaande theorie; hij ziet nog een verklaring vanuit het Latijn. Winterswijk zou ook verklaard kunnen worden van 'Venatoris Vicus', iets wat 'wijk der jagers' betekent. Onwaarschijnlijk leek hem wel dat een tamelijk klein dorp bestaande uit boeren en jagers, zo'n benaming zou krijgen. Daarom zag hij nog één verklaring: Winterswijk is in twee delen op te splitsen: 'Winethères' en 'wik'. Het laatste woorddeel wordt over het algemeen verklaard vanuit het Latijnse 'vicus', wat 'handelsplaats' of 'stadswijk' betekent. In het Nedergermaans heeft 'wik' of 'wijk' nog een andere betekenis, namelijk sloot of moeras. De betekenis van het woorddeel 'Winithères' is uit het Oudhoogduits te verklaren. Winither is een persoonsnaam, waarbij 'vini' 'de vriend' betekent. 'Ther' zou op zijn plaats dan weer van 'der' of 'dar' afkomen, en betekent werpspeer. De conclusie van deze theorie was als volgt; 'Het leidt tot een vrije man, die in de moerassige landstreek een hofstede bezat. Zijn naam was 'Winithere' de vriend van de werpspies, die hij vlijtig bij de jacht gebruikte.'
De meest recente theorie verwerpt het bovenstaande. Volgens de schrijver worden plaatsnamen te gemakkelijk afgeleid van een persoonsnaam, daar waar hij denkt dat het eerder vanuit een geologische verklaring moet komen. Volgens hem kan Winethereswick worden ontleed in Winethe, res en wick. De betekenis van het woordje 'win' is 'slijk'. '-Ethe' zou dan een Saksisch achtervoegsel zijn. Het tweede woordje 'res' is een variant van 'ris', wat vochtig bos betekent. Het derde woord 'wic' zou dan inderdaad voor 'moeras, broek of veen' staan. Op die manier zou Winterswijk 'slijkerig moerasbos' of 'zompig moerasbos' betekenen. Plaatsnamen in de buurt worden meestal ook verklaard vanaf een geologisch punt: Groenlo betekent 'groen bos' en Borculo betekent 'bos bij de Berkel'. Een weerlegging van deze theorie is dat de eerste bewoners van het dorp zich op de relatief hooggelegen grond rondom de Markt vestigden, in plaats van in het veen.

## Geschiedenis
Ten oosten van de Bataafse Molen lag een gebied genaamd 'de Hunenbulten'. Tijdens opgravingen in de jaren twintig van de vorige eeuw werden honderden urnen en beenderresten opgedolven. Het grootste gedeelte van de urnen waren van een zeer eenvoudige vorm, afkomstig van de lage trappen der bevolking. Tijdens andere graafwerkzaamheden in de buurtschap Kotten werden bij een tweetal boerderijen ook meerdere urnen gevonden, waarbij een van de twee boerderijen verder werd onderzocht door het Rijksmuseum van Oudheden. Daarbij werden urnen en negen grote voorraadpotten gevonden, afkomstig van Keltische stammen, die hier omstreeks 300 voor Christus geleefd hebben.
Tijdens werkzaamheden in het centrum van het dorp, werden in de bouwput scherven en vuurstenen werktuigen gevonden, daterend uit de Middensteentijd. Tijdens andere werkzaamheden op dezelfde locatie werd het zogenaamde Badorf-aardewerk gevonden. Dit aardewerk werd vooral in 8ᵉ eeuw gebruikt. Ook werden er een tiental waterputten gevonden, waarvan één ongeveer uit het jaar 900 zou moeten stammen.
Ten tijde van het Romeinse Rijk leefden in de omgeving van Winterswijk Chamaven en wellicht ook Bructeren. Er is in Winterswijk een bronzen munt gevonden van de Romeinse keizer Galba uit het jaar 68-69. Naar alle waarschijnlijkheid is het dorp Winterswijk op zijn minst 1000 jaar oud. Het oudste document, waaruit het bestaan van Winterswijk als afzonderlijk 'kerspel' (parochie) kan blijken, is een lijst van inkomsten van het Sint-Mauritiusstift in Münster (Duitsland). Dit geschrift dateert uit de eerste jaren van de 11e eeuw. Het is waarschijnlijk dat het ontstaan van de bebouwde kom in verband heeft gestaan met de stichting van een kerk. De oudste berichten spreken namelijk van een 'parochia Winterswijk' of vermelden de aanwezigheid van een geestelijke aldaar. In deze tijd was de parochie Winterswijk onderdeel van het Graafschap Lohn. Sinds de 11e eeuw bezat het klooster of stift Sint-Mauritius in Münster een omvangrijke hof in Winterswijk. Vanaf 1316 tot 1798 viel Winterswijk onder de heerlijkheid Bredevoort. In 1223 werd een andere hof in Winterswijk, Starkenrode, geschonken aan klooster Bethlehem bij Doetinchem. In 1234 ruilde graaf Herman I van Lohn de Hof te Varsseveld tegen hof Starkerode te Winterswijk. In de 14e en 15e eeuw was er nog steeds sprake van een Hof van Winterswijk.

Reconstructie grachtenstelsel, in rode contouren de Jacobskerk

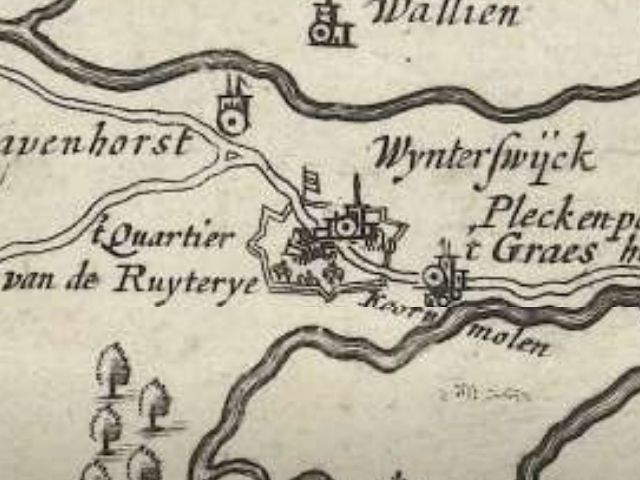
Uitsnede van de belegeringskaart van het beleg van Groenlo in 1627

In 2011 werden sporen van middeleeuwse grachten aangetroffen. Archeologen hebben op basis van veldonderzoek en grondboringen een reconstructie kunnen maken van de vermoedelijke ligging ervan. Het gaat om twee hoven en bijgebouwen die omringd waren met een smalle dubbele gracht van zes meter breed en drie meter diep. De binnengracht werd mogelijk in 12e eeuw aangelegd, de buitengracht in de 13e eeuw, om het dorp te beschermen tijdens de Strijd om Bredevoort. Uit het onderzoek van de archeologen bleek dat de grachten tot de 16e eeuw in gebruik zijn geweest en daarna moeten zijn dichtgeraakt of gedempt Mogelijk bestaat er een verband met de Tachtigjarige Oorlog. Tijdens het Beleg van Groenlo (1627) hield de ruiterij van het Staatse leger kwartier in Winterswijk. Op een belegeringskaart is een verdedigingslinie zichtbaar rondom het dorp. 
Na de Protestantse Reformatie werd Winterswijk hervormd, in tegenstelling tot katholiek gebleven plaatsen in de omgeving zoals Groenlo en Lichtenvoorde. In de 17e eeuw werd onder Bommenberend het katholicisme tijdelijk en kortstondig hersteld. In 1799 werd de rust in het dorp verstoord door de executie van orangiste de Freule van Dorth wegens het veroorzaken van "oproerstokerij". Tot de gemeentelijke hervormingen van 1811 viel Winterswijk bestuurlijk onder het Ambt Bredevoort, in dat jaar werd Winterswijk op 14 maart een zelfstandige gemeente. In 1816 kreeg de gemeente een gemeentewapen.
Winterswijk heeft een museum, Villa Mondriaan, een museum over de jonge jaren van Piet Mondriaan. Aan de Laan van Hilbelink ligt de Museumfabriek van de Winterswijkse Vereniging Het Museum, gesticht door onderwijzer G. Jansen, met allerlei zaken betreffende de geschiedenis van Winterswijk. In de Meddosestraat is het belevingsmuseum Wereld van Wenters gevestigd, met een expositieruimte en een oude bakkerij.
Op 21 november 1847 vond er in de Verenigde Staten een scheepsramp plaats die een aantal Winterswijkse families in rouw dompelde. Ongeveer 51 Winterswijkers die via emigratie hun geluk zochten in het 'beloofde land' kwamen na twee maanden reizen op tragische wijze om het leven toen het schip de SS Phoenix door brand verging op Lake Michigan op slechts enkele kilometers voor de eindbestemming: Sheboygan (Wisconsin). Circa 40 van de omgekomen Winterswijkers waren kinderen. De overlevenden werden opgevangen in het stadje, waarbij de bevolking alles deed om de overlevenden te kunnen helpen. Doordat Sheboygan geen telegraafverbinding had met andere steden, kwam het nieuws over de ramp maar mondjesmaat naar buiten. Het duurde bijna drie maanden voor het nieuws Nederland bereikte, waarop er een dag van rouw werd afgekondigd en er overal in het land kerkklokken luidden ten teken van rouw.
Op 27 januari 1942 werd in Winterswijk een temperatuur gemeten van -27,4 Celsius, het absolute kouderecord voor Nederland.

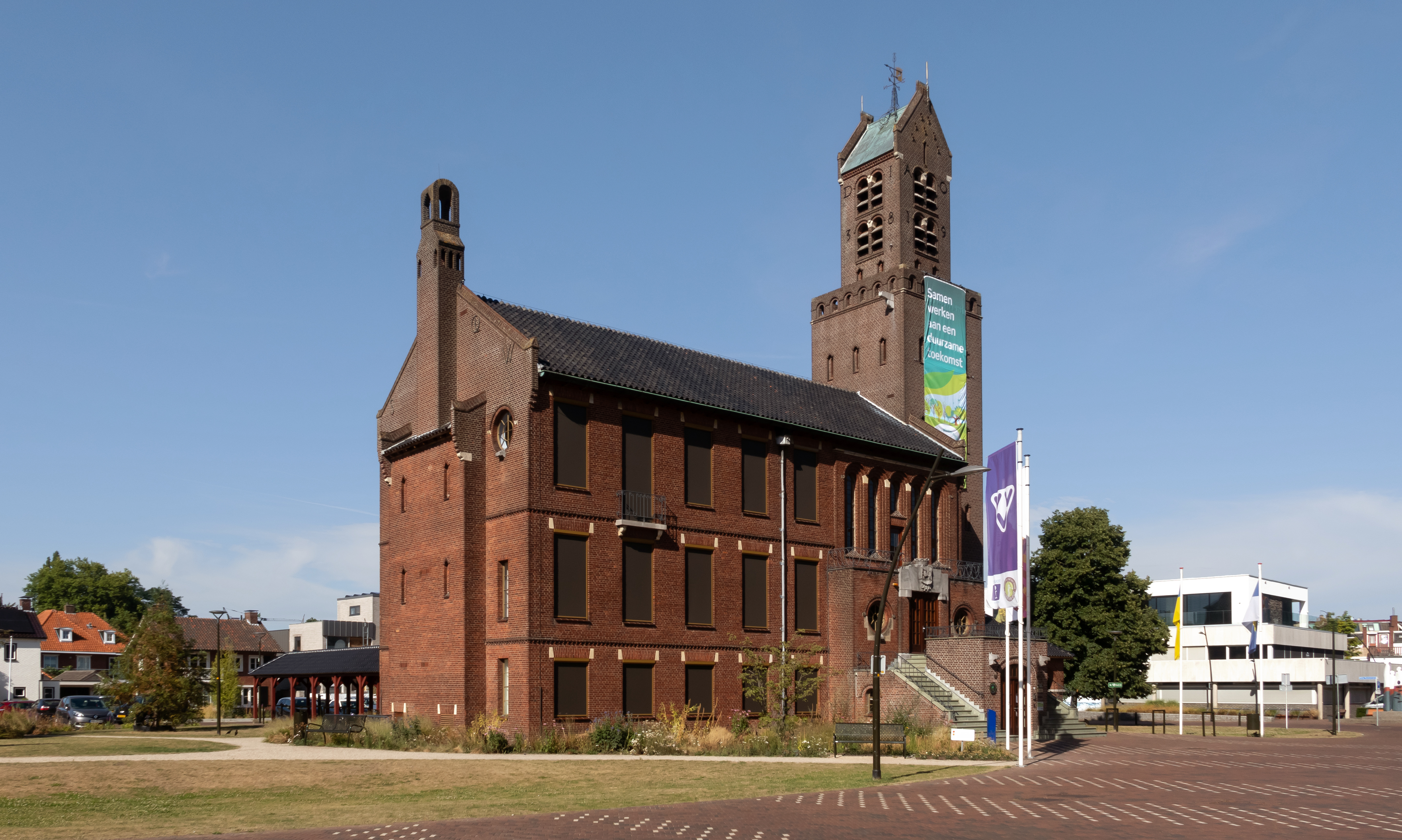
Het oude gemeentehuis van Winterswijk
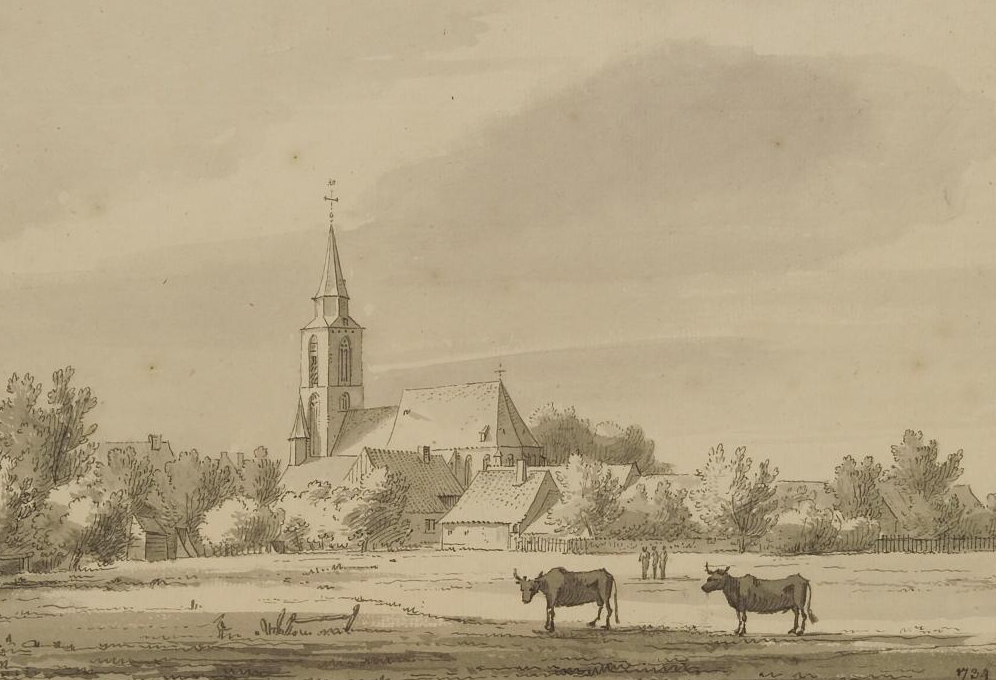
Winterswijk in 1734, door Cornelis Pronk
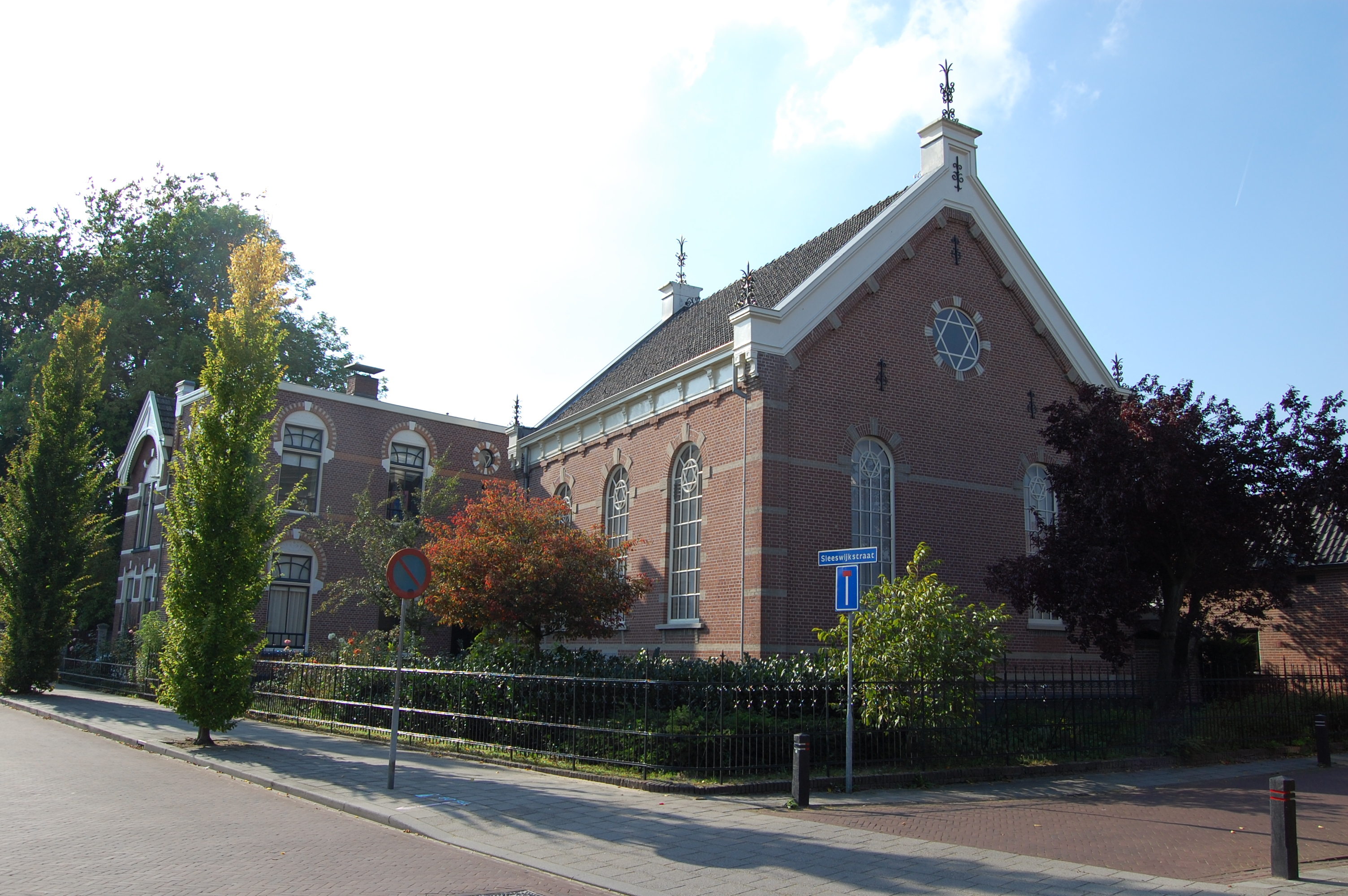
De synagoge van Winterswijk
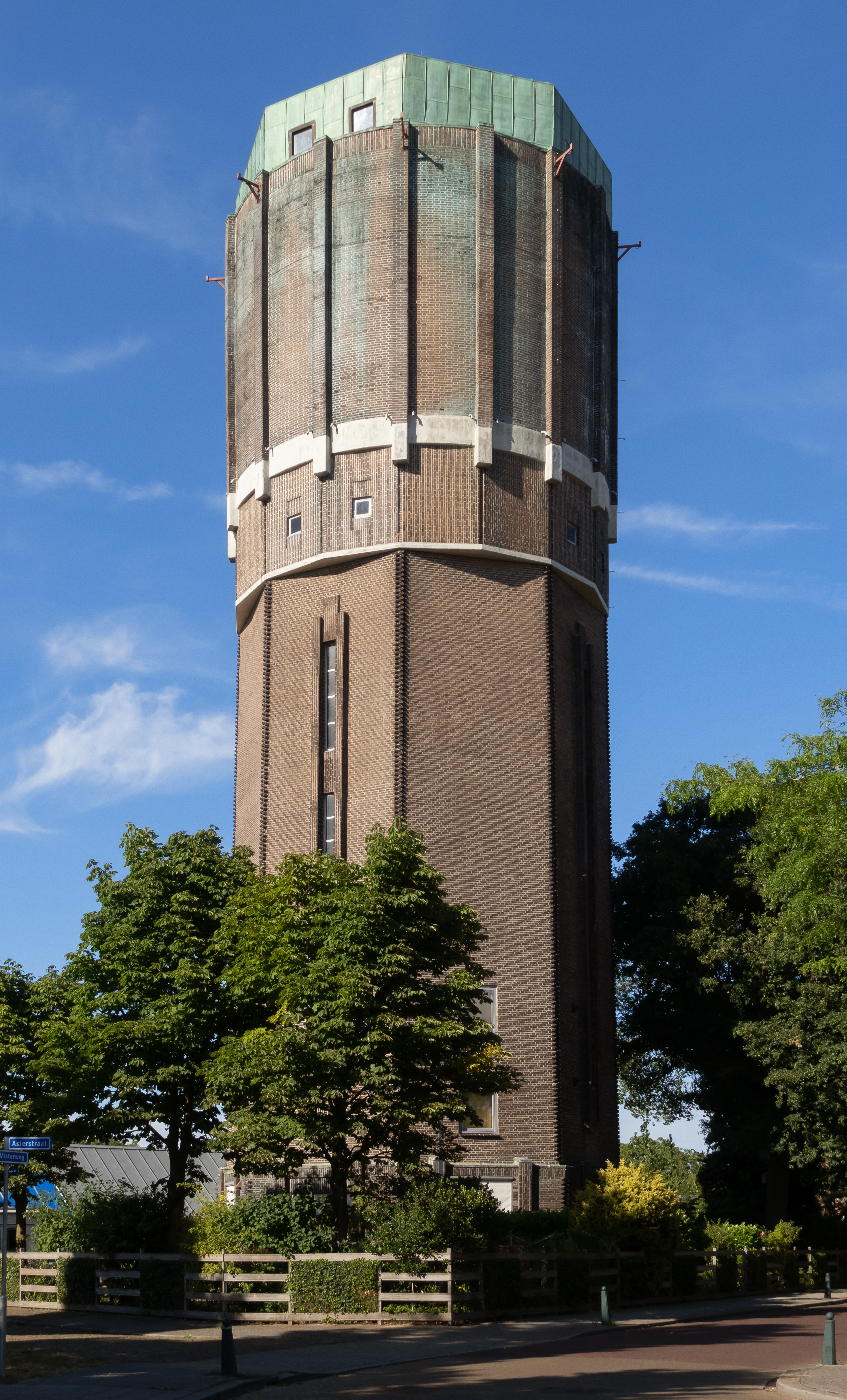
Watertoren van Winterswijk

## Textielindustrie
Winterswijk had vanouds een textielindustrie, dat was al zo sinds de 17e eeuw toen in Winterswijk het Sint-Michaëlsgilde werd opgericht. Met de opkomst van de stoommachine kreeg de Winterswijkse textielindustrie een impuls en groeide het aantal inwoners van Winterswijk. Winterswijk had aan het begin van de 20e eeuw zeven textielfabrieken, waaronder de Batavier en de Tricotfabriek. Winterswijks meest historische straatje, de Lappenbrink (tegenwoordig Nieuwstraat), is ook in deze tijd ontstaan.

## Kalkwinning
Sinds 1932 wordt kalksteen gewonnen uit de steengroeve die tussen Winterswijk (dorp) en Ratum ligt en bekend staat als de Steengroeve Winterswijk. De exploitatie ligt in handen van NV Winterswijkse Steen- en Kalkgroeve, een onderdeel van Sibelco. Er liggen drie steengroeven, waarvan er nog een in gebruik is; de andere twee zijn sinds 2005 beschermd natuurgebied en vallen onder Nationaal Landschap Winterswijk. De gewonnen Muschelkalk wordt gebruikt in de wegenbouw en kunstmestindustrie. De opbrengst bedraagt 200 kiloton/jaar.

## Kerken en synagoge

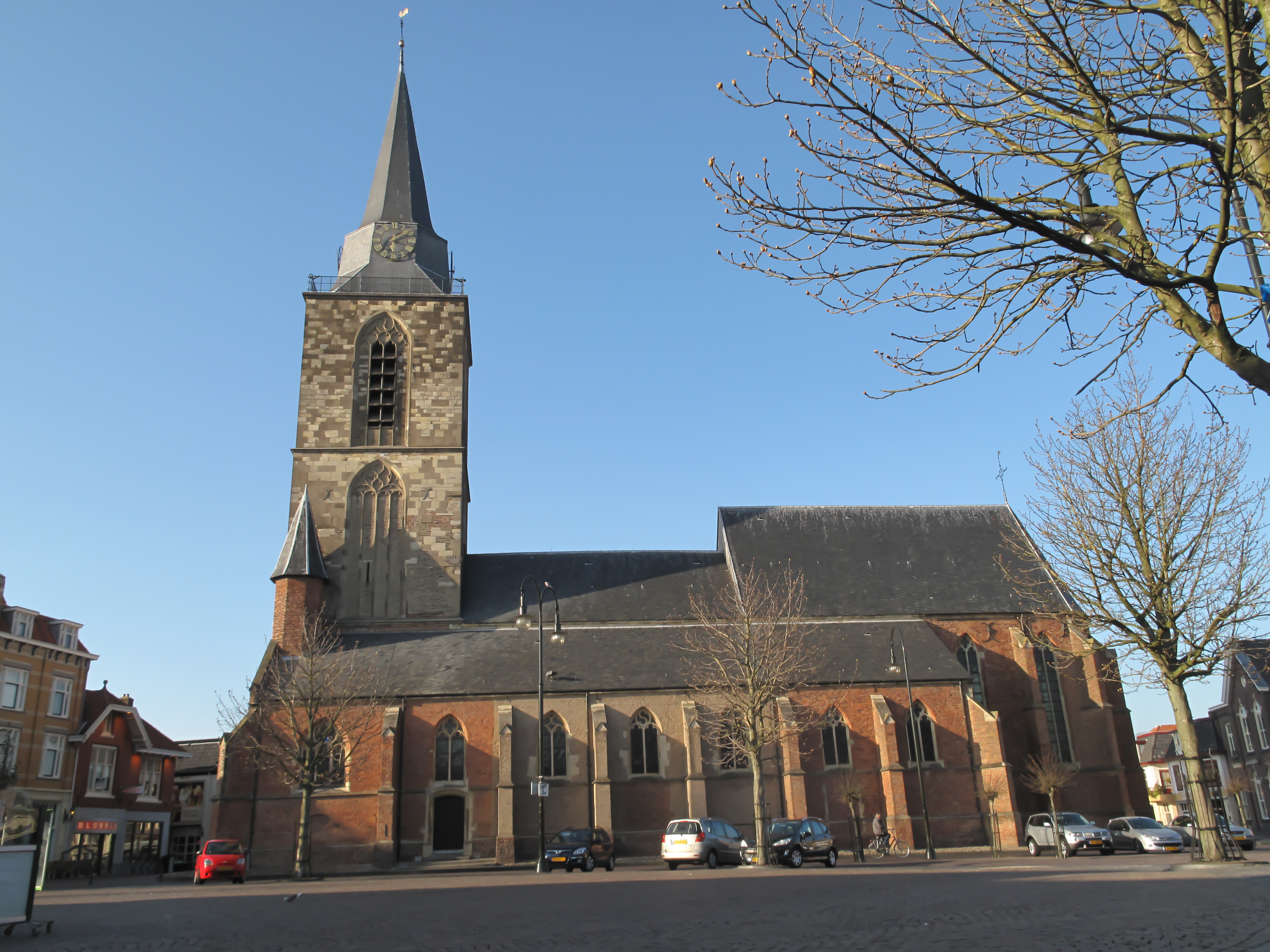
Winterswijk, de Jacobskerk

Er zijn meerdere kerken in Winterswijk te vinden. De oudste is de protestantse Jacobskerk, centraal op de Markt van Winterswijk. De wegen naar verschillende buurtschappen rond Winterswijk zoals Meddo, Woold en Miste komen bij elkaar bij de kerk. De kerk met de 64 meter hoge toren toont een opvallende gelijkenis met de St. Walburgakerk in het naburige Ramsdorf in Duitsland. In de Jacobskerk zijn nog oude grafstenen te vinden en fragmenten van schilderingen, en zij heeft een Metzlerorgel. Een van de oudste afbeeldingen van de kerk in haar huidige vorm is een tekening van Jan de Beijer uit het jaar 1743. De kerk is een lappendeken wat kleuren betreft. Verschillende steensoorten (bijvoorbeeld baksteen en zandsteen) zijn gebruikt. Een kroonluchter in de kerk is uit 1788. Deze is geschonken door het weversgilde. Rond 1970 zijn de laatste grote restauraties uitgevoerd. In het jaar 1993 kreeg de kerk een carillon.
In de nabijgelegen Misterstraat is in 1869 de rooms-katholieke Jacobuskerk geopend. Deze kerk is ontworpen naar ontwerp van Hendricus Johannes Wennekers. Tussen beide kerken in staat de Doopsgezinde kerk uit 1711. Aangezien dit oorspronkelijk een schuilkerk was, valt zij niet op in het straatbeeld. 
Iets verder uit het centrum, richting het station staat de synagoge van Winterswijk. Deze synagoge is in 1889 gebouwd. Hij vormt samen met het mikwe (badhuis), de begraafplaats, het schoolgebouw en de woning voor de chazan een gebouwencomplex dat herinnert aan de eens bloeiende Joodse gemeenschap in Winterswijk.

## Monumenten
In het parkje bij station Winterswijk is sinds 1923 een herdenkingsmonument Monument Nederland Neutraal 1914-1918 te vinden dat de afzijdigheid/neutraliteit van Nederland tijdens de Eerste Wereldoorlog herdenkt. De tekst op het monument is "Nederland neutraal 1914 - 1918".
Monumenten met dergelijke strekkingen zijn vrij zeldzaam in Nederland. Het monument is gebouwd grotendeels van rood baksteen en is bedoeld als fontein maar heeft vele jaren als bloembak gediend. In 2009 is het monument in zijn oude glorie hersteld en werkt het fonteintje weer.
In mei 2010 is de laatste fase van de restauratie van Molen Bataaf gereedgekomen. Deze molen uit 1801 staat op de hoek van de Vredenseweg/Bataafseweg.
Winterswijk telt tientallen rijks, gemeente en oorlogsmonumenten en beelden, zie:
- Lijst van rijksmonumenten in Winterswijk (plaats)
- Lijst van gemeentelijke monumenten in Winterswijk (plaats)
- Lijst van oorlogsmonumenten in Winterswijk
- Lijst van beelden in Winterswijk

## Verkeer en vervoer

### Geschiedenis

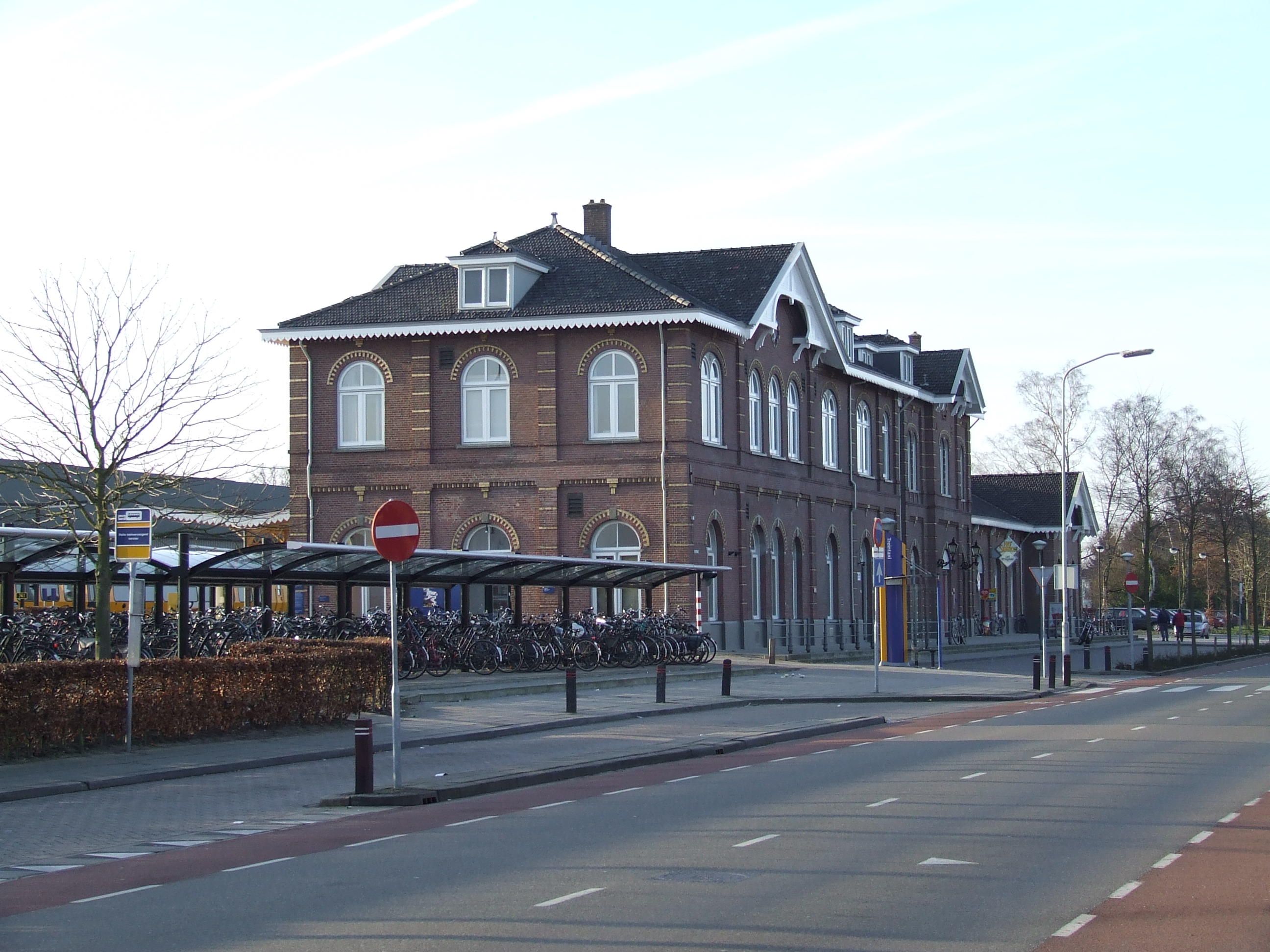
Het station van Winterswijk

Tot en met de 18e eeuw was Winterswijk geïsoleerd. Er was een weg van Vreden via Winterswijk naar Bredevoort, die altijd wel min of meer begaanbaar was. Verder ging het vervoer via vaak slecht begaanbare wegen. In 1830 kwam hier verandering in door de aanleg van een verharde rijksweg van Zutphen via Groenlo naar Winterswijk. In 1853 is deze weg verlengd via Oeding naar het Gabelpunkt, van waaruit Borken en Stadtlohn goed bereikbaar waren.
De eerste spoorverbinding in Winterswijk werd in 1878 geopend op initiatief van textielfabrikant Jan Willink: de lijn Zutphen - Winterswijk – Gelsenkirchen (Duitsland), met een zijtak naar Bocholt (Duitsland). Enige jaren later kwamen er ook verbindingen naar Zevenaar en Hengelo / Enschede. De lijn naar Bocholt is in 1931 opgeheven. Op de spoorverbindingen naar Twente en naar Duitsland vond vanaf eind jaren '30 alleen nog goederenvervoer plaats; ze zijn aan het eind van de jaren '70 gesloten. Het oude stationsgebouw van de GOLS is nog aanwezig en is verbouwd tot appartementen.

### Tegenwoordig
Winterswijk is bereikbaar vanuit Zutphen en Duitsland via de N318 en vanaf Varsseveld via de N319. Kleinere wegen voeren naar Lichtenvoorde (N312) en Vreden (N820).
Winterswijk heeft twee stations en twee spoorverbindingen: de lijn Winterswijk - Zutphen en de lijn Winterswijk - Doetinchem - Arnhem. Beide lijnen worden sinds 2012 bereden door Arriva en hebben station Winterswijk als eindstation.
Station Winterswijk West is sinds 2001 in gebruik, tweemaal per uur stoppen hier de stoptreinen op de lijn Zutphen - Winterswijk.
Vanaf het hoofdstation rijdt buslijn 73 via Groenlo en Eibergen naar Enschede.

## Sport en recreatie

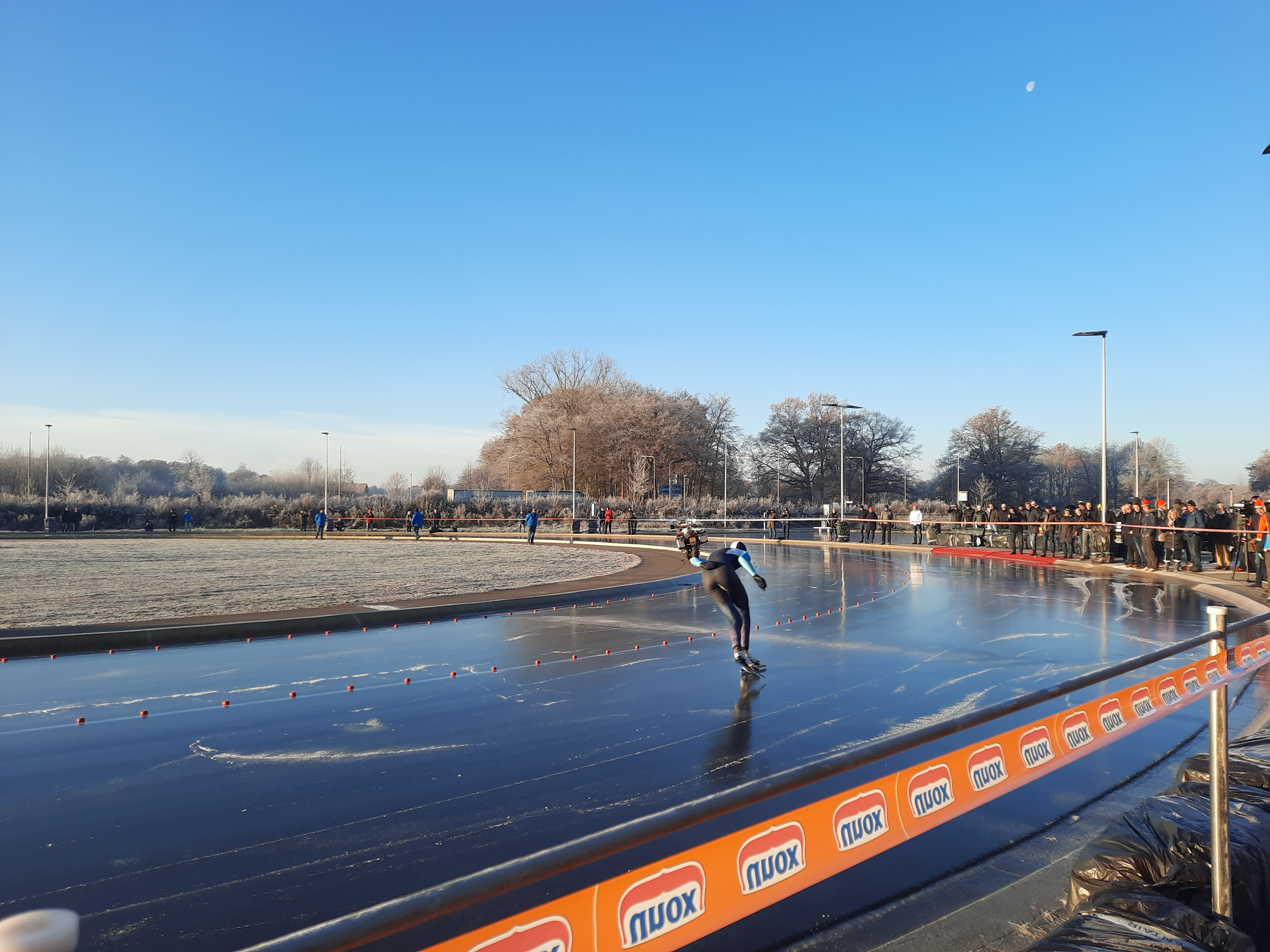
Bart Vreugdenhil schaatste in 2022 een nieuw werelduurrecord schaatsen op de schaatsbaan in Winterswijk

Winterswijk kent veel sportverenigingen. Voetbal is er verreweg de meest gespeelde sport. In 2001 telde Winterswijk negen verenigingen. Inmiddels zijn zes hiervan gefuseerd tot twee clubs, namelijk FC Winterswijk en FC Trias. Beiden zijn gevestigd in de plaats zelf. De drie andere verenigingen komen uit het buitengebied.

### Voetbal
- FC Winterswijk
- FC Trias
- SC Meddo
- VV Vosseveld (tot 2022)
- VV M.E.C.

### Turnen
De vijf gymnastiekverenigingen RGV Tempo, KGV Kotten, Wooldse Gymvereniging, MGV Meddo en Penta fuseerden in 2015 tot één gymnastiekvereniging: Penta Winterswijk.

### Overige sporten
- NWVW en WSV Hazewind (wandelsport)
- FTC Wenters en FTC Kotten (wielersport)
- WZV en FC Genomo (zaalvoetbal)
- AV Archeus (atletiek)
- Pytheas (basketbal)
- HCW (handbal)
- WMHC Avanti (hockey)
- Hickory (honkbal)
- Wiko (korfbal)
- WTC (tennis)
- Wivoc en Mevo (volleybal)
- Budocentrum Winterswijk (Judo, Shinkyokushin Karate & Jiujitsu)

Hiernaast zijn er enkele sportcentra.
Op 9 januari 2024 had de eerste Nederlandse marathonschaatswedstrijd van het schaatsseizoen op natuurijs. De KNSB verkoos Winterswijk boven Haaksbergen. De schaatsbaan wordt ook wel “de wonderbaan” genoemd, omdat er al zo snel op geschaatst kan worden.

### Muziek
In Winterswijk spelen drie muziekverenigingen in de hoogste Nederlandse divisie:
- Koninklijk erkende Muziekvereniging Excelsior
- Koninklijke Winterswijkse Orkest Vereeniging
- Christelijke Muziekvereniging Eendracht.

Ze hebben gezamenlijk meer dan 400 musicerende leden. De slagwerkgroep van Excelsior werd in 1999 (1e divisie) en in 2001 (eredivisie) kampioen van Nederland.
Hiernaast zijn er drie muziekverenigingen in de buurtschappen:
- Concordia Kotten
- St. Jan Meddo
- Crescendo Ratum.

Verder zijn er nog diverse koren, bandjes, gezelschappen en andere musici. Disabuse, een hardcore/metalband uit de periode 1987-2004, is in Winterswijk ontstaan.

### Toerisme
Rond Winterswijk liggen veel campings. Het Scholtenpad is vanuit Winterswijk in vier richtingen bereikbaar. Vlak buiten het centrum ligt het Strandbad. Ten noorden van de plaats ligt het recreatiegebied 't Hilgelo. Een jaarlijks terugkerend evenement is het volksfeest met bloemencorso.

## Kouderecord

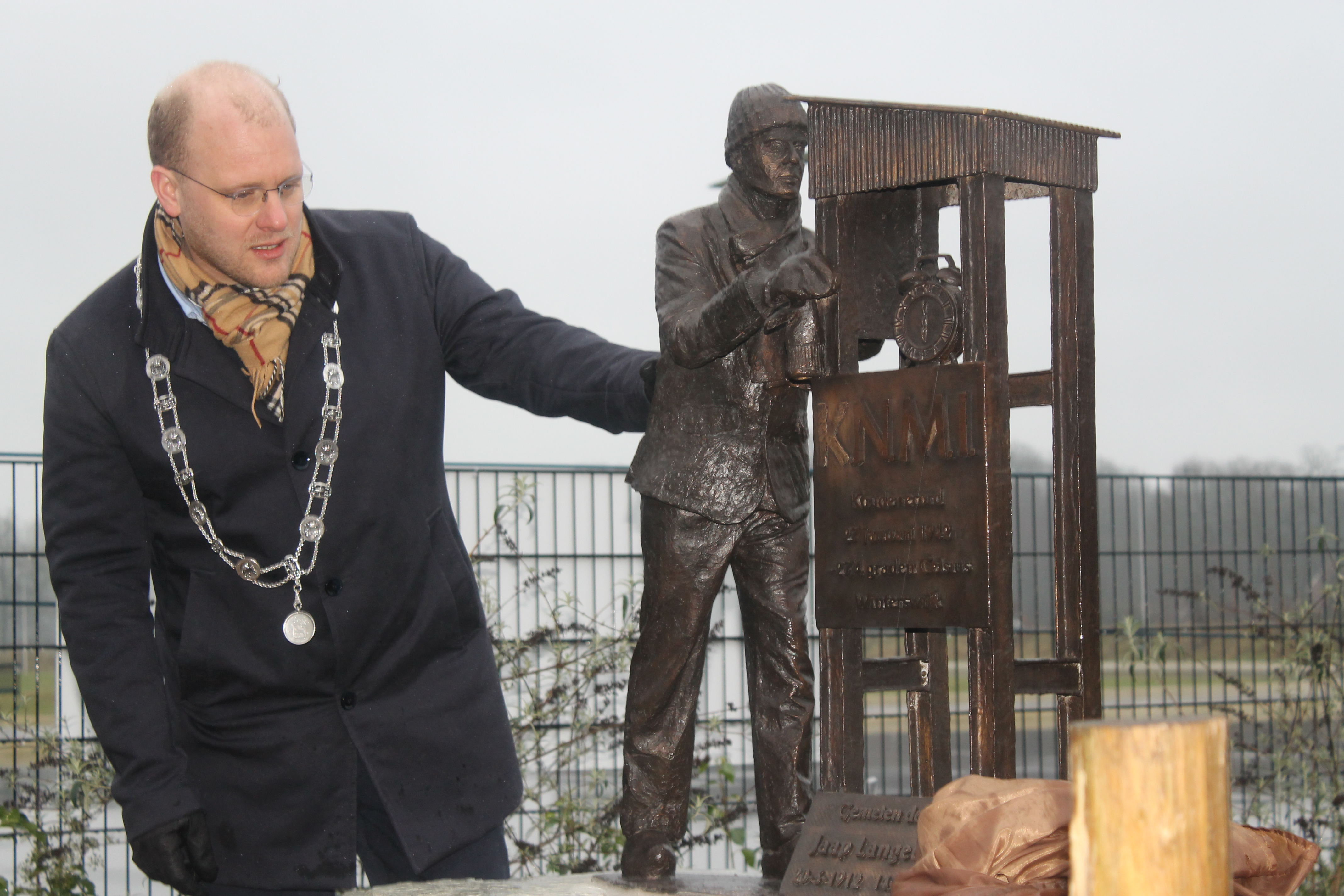
Onthulling van beeld KNMI-weeramateur Jaap Langedijk

Op 27 januari 1942 werd er in Winterswijk een temperatuur van -27,4 graden gemeten. In februari 1956 kwam het record even in gevaar maar de temperatuur bleef steken bij -26,8 graden in Uithuizermeeden. Winterswijk heeft hiermee het landelijke kouderecord. Op de tachtigste verjaardag van dit record werd in Winterswijk een monument onthuld.

## Bekende personen afkomstig uit Winterswijk

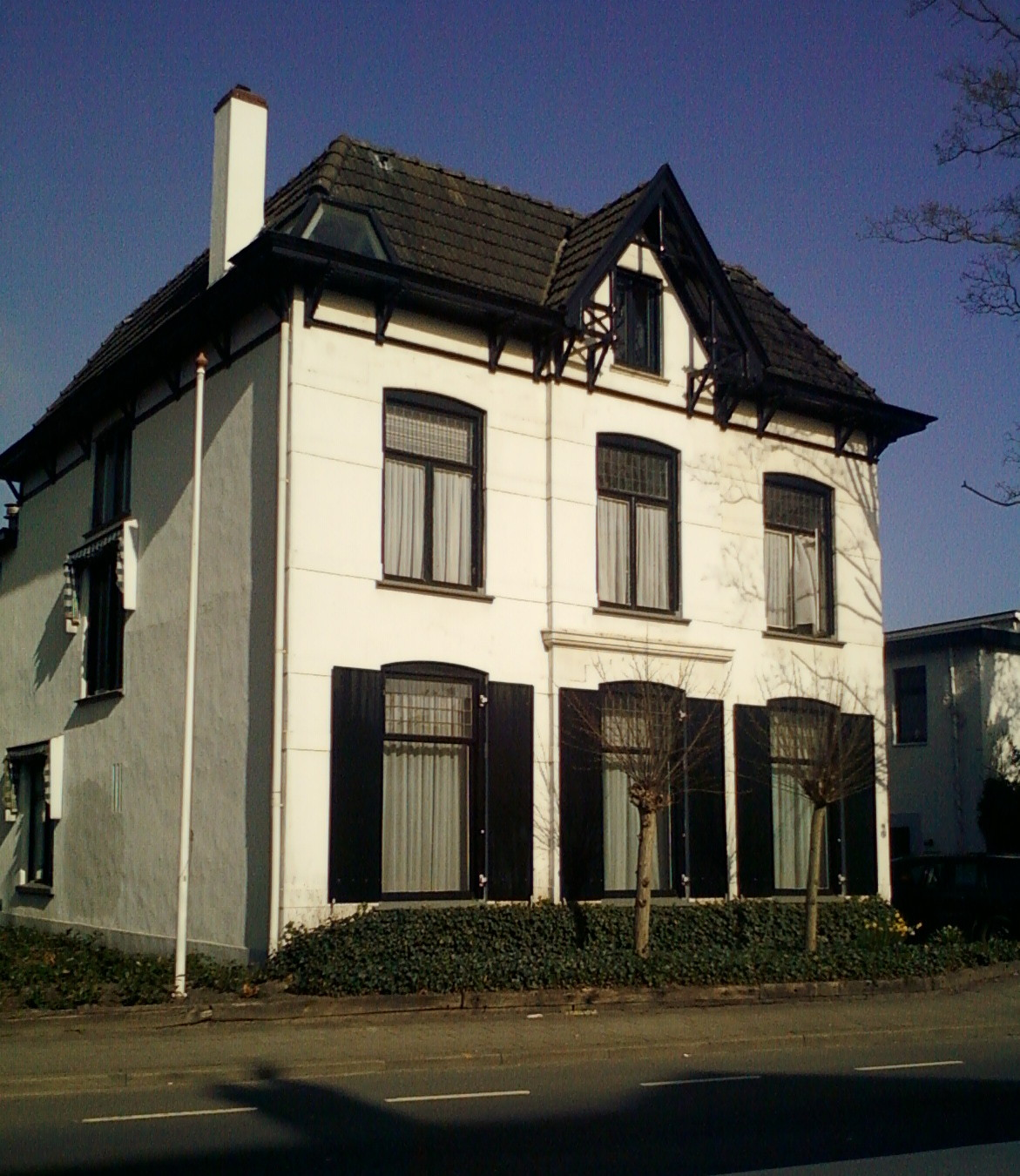
Het huis waar Piet Mondriaan van 1880 tot 1892 woonachtig was

- Jan Willink (1831–1896), textielfabrikant
- Jan Toorop (1858–1928), kunstenaar
- Wouter  Tenkink (1867–1922), politicus en  burgemeester
- Piet Mondriaan (1872–1944), kunstschilder
- Albertus Theodorus ten Houten (1874–1933), bankier en natuurbeschermer
- Bernard Stegeman (1877–1952), schrijver
- Helena Kuipers-Rietberg (1893–1944), verzetsstrijder
- Berend Willem Berenschot (1895–1964), ingenieur, organisatieadviseur en hoogleraar
- Geerto Snijder (1896–1992), hoogleraar, archeoloog en collaborateur
- Jan Hendrik Oonk (1897–1962), burgemeester
- Willem van Otterloo (1907–1978), componist en dirigent
- Piet te Lintum (1909–1985), kunstschilder
- Max van Dam (1910–1943), kunstenaar
- Wim Rengelink (1912–1999), verzetsstrijder en omroepbestuurder
- Fred ten Houten (1916–1995), kunstverzamelaar
- Henk Krosenbrink (1928–2015), schrijver
- Kees Bakker (1931–2010), evolutiebioloog en hoogleraar
- Johanna Reiss (1932), auteur
- Aad Nuis (1933–2007), letterkundige en politicus
- Bram Stemerdink (1936), politicus en minister
- Nannie Kuiper (1939–2025), kinderboekenauteur
- Gerrit Komrij (1944–2012), schrijver en dichter
- Truus te Selle (1945), actrice
- Margo Andriessen (1946), bestuurder en politica (D66)
- Nelly Stienstra (1946–2016), taalkundige en evangelist
- Daniel Sahuleka (1950), componist, producent en uitvoerend musicus
- Ernst Daniël Smid (1953), Nederlands zanger en televisiepresentator
- Paul Röttger (1954), acteur en regisseur
- Dick Mol (1955), paleontoloog
- Volkert Engelsman (1957), ondernemer
- Johan Houwers (1957), makelaar en politicus
- Piet Gerbrandy (1958), dichter, essayist en classicus
- Hans Buying (1960), striptekenaar
- Rob Bats (1962), politicus
- Marieke Heebink (1962), actrice
- Ernst Grevink (1965), singer-songwriter
- Wim Ruessink (1965), musicus
- Jan Vreman (1965), voetballer en voetbaltrainer
- Janneke Nijboer (1967), predikant
- Eric Redeker (1968), voetballer
- Karin Swerink (1969), modejournalist
- Nadia Zerouali (1975), schrijfster van kookboeken en presentatrice
- Martijn Meerdink (1976), voetballer
- Vincent Claase (1978), zanger
- Jurgen Wevers (1979), voetbalkeeper
- Sander Guis (1982), radio-dj
- Joris Bengevoord (1984), burgemeester
- Myrthe Schoot (1988), volleyballer
- Aniek van Koot (1990), rolstoeltennisser
- Coosje Smid (1990), actrice, zangeres en columnist
- Bart Straalman (1996), voetballer
- Laura van Kaam (1998), zangeres
- Lieske Carleer (2001), voetbalster
- Lois Niënhuis (2001), voetbalster
- Mexx Meerdink (2003), voetballer
- Philip Brittijn (2004), voetballer
- Fiene Bussman (2004), voetbalster